# Cymothoa propria
Cymothoa propria es una especie de crustáceo isópodo marino del género Cymothoa, familia Cymothoidae. Fue descrita científicamente por Avdeev en 1979.

## Distribución
Esta especie se encuentra en Australia y la parte central del Indo-Pacífico.